# Extraliga czeska w piłce siatkowej mężczyzn (2019/2020)
UNIQA extraliga w piłce siatkowej mężczyzn 2019/2020 (oficjalnie UNIQA volejbalová extraliga mužů 2019/2020) − 28. sezon mistrzostw Czech zorganizowany przez Czeski Związek Piłki Siatkowej (Český volejbalový svaz). Zainaugurowany został 5 października 2019 roku.
W extralidze w sezonie 2019/2020 uczestniczyło 12 drużyn. Do najwyższej klasy rozgrywkowej dołączył wicemistrz 1. ligi – Black Volley Beskydy. Rozgrywki miały obejmować fazę zasadniczą oraz fazę play-off składającą się z rundy wstępnej, ćwierćfinałów, półfinałów, meczów o 3. miejsce oraz finałów.
12 marca 2020 roku ze względu na szerzenie się zakażeń wirusem SARS-CoV-2 Czeski Związek Piłki Siatkowej wstrzymał do odwołania wszystkie organizowane przez siebie rozgrywki siatkarskie. 16 marca 2020 roku zarząd Czeskiego Związku Piłki Siatkowej podjął decyzję o zakończeniu rozgrywek, przyjmując stan rywalizacji po zakończeniu 21. kolejki fazy zasadniczej za ostateczny. Postanowił jednocześnie nie przyznawać w tym sezonie tytułu mistrza Czech.
14 kwietnia 2020 roku Czeski Związek Piłki Siatkowej zdecydował, że w sezonach 2019/2020 i 2020/2021 żadna drużyna nie opuści extraligi, a mistrz 1. ligi będzie mógł dołączyć do najwyższej klasy rozgrywkowej bez udziału w barażach, o ile spełni wymagania regulaminowe.
W sezonie 2019/2020 w Lidze Mistrzów Czechy reprezentował VK Jihostroj České Budějovice, w Pucharze CEV – VK Dukla Liberec i VK Ostrava, natomiast w Pucharze Challenge – Kladno volejbal.cz i VK ČEZ Karlovarsko.

## System rozgrywek

### Faza zasadnicza
W fazie zasadniczej 12 drużyn rozgrywa ze sobą spotkania systemem każdy z każdym – mecz u siebie i rewanż na wyjeździe. Do fazy play-off awans uzyskuje 10 najlepszych drużyn, z tym że zespoły z miejsc 1-6 fazę play-off rozpoczynają od ćwierćfinałów, natomiast drużyny z miejsc 7-10 rywalizują w rundzie wstępnej.
Drużyna, która zajęła 12. miejsce w fazie zasadniczej, uczestniczy w barażach o pozostanie w extralidze.

### Faza play-off
Faza play-off składa się z rundy wstępnej, ćwierćfinałów, półfinałów, meczów o 3. miejsce i finałów.
Runda wstępna

W rundzie wstępnej uczestniczą drużyny, które w fazie zasadniczej zajęły miejsca 7-10. Pary w rundzie wstępnej tworzone są według klucza: 7-10; 8-9. Rywalizacja toczy się do dwóch wygranych meczów ze zmianą gospodarza po każdym meczu. Gospodarzami pierwszych spotkań są zespoły, które po fazie zasadniczej zajęły wyższe miejsce w tabeli. Zwycięzcy w poszczególnych parach uzyskują awans do ćwierćfinałów, natomiast przegrani podlegają klasyfikacji na odpowiednio 9. i 10. miejscu w na podstawie pozycji z fazy zasadniczej.
Ćwierćfinały

W ćwierćfinałach uczestniczą drużyny, które w fazie zasadniczej zajęły miejsca 1-6 oraz wygrani w poszczególnych parach rundy wstępnej. Drużyny, które awansowały z rundy wstępnej, zostają rozstawione z numerami 7 i 8 na podstawie miejsc zajętych przez te drużyny w fazie zasadniczej. Ćwierćfinałowe pary tworzone są według klucza: 1-8; 2-7; 3-6; 4-5. Rywalizacja toczy się do trzech wygranych meczów ze zmianą gospodarza po każdym meczu. Gospodarzami pierwszych spotkań są zespoły, które po fazie zasadniczej zajęły wyższe miejsce w tabeli. Zwycięzcy w poszczególnych parach uzyskują awans do półfinałów, natomiast przegrani podlegają klasyfikacji na miejscach 5-8 na podstawie pozycji z fazy zasadniczej.
Półfinały

Drużyny, które awansowały do półfinałów, zostają rozstawione z numerami od 1 do 4 na podstawie miejsc z fazy zasadniczej, tj. numer 1 otrzymuje drużyna, która w fazie zasadniczej zajęła najwyższe miejsce spośród drużyn uczestniczących w półfinałach, natomiast numer 4 - ta, która zajęła najniższe miejsce. Półfinałowe pary tworzone są według klucza: 1-4, 2-3. Rywalizacja toczy się do trzech wygranych meczów ze zmianą gospodarza po każdym meczu. Gospodarzami pierwszych spotkań są zespoły, które po fazie zasadniczej zajęły wyższe miejsce w tabeli. Zwycięzcy w poszczególnych parach uzyskują awans do finału, natomiast przegrani rywalizują o 3. miejsce.
Mecze o 3. miejsce

O brązowy medal grają przegrani w parach półfinałowych. Rywalizacja toczy się do dwóch wygranych meczów ze zmianą gospodarza po każdym meczu. Gospodarzem pierwszego spotkania jest zespół, który po fazie zasadniczej zajął wyższe miejsce w tabeli.
Finały

O tytuł mistrzowski grają zwycięzcy w parach półfinałowych. Rywalizacja toczy się do trzech wygranych meczów ze zmianą gospodarza po każdym meczu. Gospodarzem pierwszego spotkania jest zespół, który po fazie zasadniczej zajął wyższe miejsce w tabeli.

### Baraże
O udział w extralidze w sezonie 2020/2021 rywalizują drużyna, która zajęła 12. miejsce w extralidze oraz mistrz 1. ligi. Rywalizacja toczy się do trzech wygranych meczów ze zmianą gospodarza po każdym meczu. Gospodarzem pierwszego spotkania jest zespół, który w klasyfikacji końcowej extraligi zajął 12. miejsce.

## Drużyny uczestniczące
| | Extraliga 2019/2020           |    |     |
| --- | ----------------------------- | -- | --- |
| ČBU | VK Jihostroj České Budějovice | 1  | LM  |
| DUK | VK Dukla Liberec              | 2  | CEV |
| OST | VK Ostrava                    | 3  | CEV |
| KLA | Kladno volejbal.cz            | 4  | Ch  |
| KRL | VK ČEZ Karlovarsko            | 5  | Ch  |
| BRN | Volejbal Brno                 | 6  |     |
| ODO | Aero Odolena Voda             | 7  |     |
| ÚNL | SKV Ústí nad Labem            | 8  |     |
| PŘÍ | VK Euro Sitex Příbram         | 9  |     |
| PRH | VK Lvi Praha                  | 10 |     |
| ZLI | VSC Fatra Zlín                | 11 |     |
| | Awans z 1. ligi               |    |     |
| BES | Black Volley Beskydy          | 2  |     |
| Oznaczenia: - kolumna pierwsza – skróty nazw drużyn wpisane na mapie (jeśli ta została zamieszczona), - kolumna trzecia – miejsce zajęte przez daną drużynę w poprzednim sezonie. |                               |    |     |

Uwaga:
- Prawo do uczestnictwa w extralidze wywalczył mistrz 1. ligi w sezonie 2018/2019 – SK Volejbal Brno, wygrywając baraż z VK Benátky nad Jizerou. Klub z Brna postanowił jednak przekazać licencję klubowi Black Volley Beskydy[5].

## Hale sportowe
| Klub                          | Hala sportowa                  | Miejscowość          | Liczba miejsc |
| ----------------------------- | ------------------------------ | -------------------- | ------------- |
| Aero Odolena Voda             | Sportovní hala                 | Odolena Voda         |               |
| Black Volley Beskydy          | Sportovní hala 6. ZŠ           | Frydek-Mistek        | 500           |
| Kladno volejbal.cz            | Kladenská sportovní hala       | Kladno               | 1000          |
| SKV Ústí nad Labem            | Sportcentrum SLUNETA           | Uście nad Łabą       | 1200          |
| VK ČEZ Karlovarsko            | Hala míčových sportů           | Karlowe Wary         | 920           |
| VK Dukla Liberec              | Sportovní hala Dukla           | Liberec              | 1200          |
| VK Euro Sitex Příbram         | Sportovní hala Příbram         | Przybram             |               |
| VK Jihostroj České Budějovice | Sportovní hala                 | Czeskie Budziejowice | 2000          |
| VK Lvi Praha                  | Sportovní hala Lužiny          | Praga                | 400           |
| VK Ostrava                    | Sportovní hala Sareza          | Ostrawa              | 1000          |
| Volejbal Brno                 | Sportovní hala TJ Sokol Brno I | Brno                 | 900           |
| VSC Fatra Zlín                | Sportovní hala Datart          | Zlin                 | 3580          |

## Trenerzy
| Klub                          | Pierwszy trener     | Narodowość | Drugi trener        | Narodowość |
| ----------------------------- | ------------------- | ---------- | ------------------- | ---------- |
| Aero Odolena Voda             | Jiří Šiller         | Czechy     | Tomáš Kotrch        | Czechy     |
| Black Volley Beskydy          | Slobodan Prakljačić | Serbia     | Alaksandr Pazniakou | Białoruś   |
| Black Volley Beskydy          | Slobodan Prakljačić | Serbia     | Tomáš Jambor        | Czechy     |
| Kladno volejbal.cz            | Milan Fortuník      | Czechy     | Petr Klár           | Czechy     |
| SKV Ústí nad Labem            | Jakub Salon         | Czechy     | Petr Černý          | Czechy     |
| VK ČEZ Karlovarsko            | Jiří Novák          | Czechy     | Zdeněk Sklenář      | Czechy     |
| VK Dukla Liberec              | Michal Nekola       | Czechy     | Vladan Merta        | Czechy     |
| VK Euro Sitex Příbram         | Martin Kop          | Czechy     | —                   | —          |
| VK Jihostroj České Budějovice | René Dvořák         | Czechy     | Tomáš Skolka        | Czechy     |
| VK Lvi Praha                  | Tomáš Pomr          | Czechy     | Miroslav Malán      | Czechy     |
| VK Ostrava                    | Jan Václavík        | Czechy     | Tomáš Zedník        | Czechy     |
| Volejbal Brno                 | Marek Ondřej        | Czechy     | —                   | —          |
| VSC Fatra Zlín                | Přemysl Obdržálek   | Czechy     | Roman Macek         | Czechy     |

### Zmiany trenerów
| Klub                 | Były trener    | Narodowość | Data odejścia | Powód                    | Nowy trener         | Narodowość | Data przyjścia |       |
| -------------------- | -------------- | ---------- | ------------- | ------------------------ | ------------------- | ---------- | -------------- | ----- |
| Przed sezonem        |                |            |               |                          |                     |            |                |       |
| Black Volley Beskydy | Marek Tomáš    | Czechy     | 31.05.2019    | koniec kontraktu         | Přemysl Kubala      | Czechy     | 01.06.2019     |       |
| W trakcie sezonu     |                |            |               |                          |                     |            |                |       |
| Black Volley Beskydy | Přemysl Kubala | Czechy     | 30.01.2020    | wyniki poniżej oczekiwań | Slobodan Prakljačić | Serbia     | 30.01.2020     | [ 6 ] |

## Faza zasadnicza

### Tabela wyników
| Gospodarz \ Gość1             | ČBU | DUK | OST | KLA | KRL | BRN | ODO | ÚNL | PŘÍ | PRH | ZLI | BES |
| ----------------------------- | --- | --- | --- | --- | --- | --- | --- | --- | --- | --- | --- | --- |
| VK Jihostroj České Budějovice | -   | 3:1 | 3:2 | 3:2 | 2:3 | 2:3 | 3:1 | 3:0 | 3:0 | 3:1 | 3:0 | 3:0 |
| VK Dukla Liberec              | 3:0 | -   | 3:1 | 3:0 | 3:2 | 3:2 | 1:3 | 3:1 | 3:2 | 3:0 | —   | 3:0 |
| VK Ostrava                    | 3:0 | 0:3 | -   | 2:3 | 1:3 | 3:2 | 3:0 | 0:3 | 2:3 | 3:0 | 1:3 | 3:0 |
| Kladno volejbal.cz            | 0:3 | 3:1 | 2:3 | -   | 0:3 | 1:3 | 3:1 | —   | 3:1 | 2:3 | 3:1 | 3:1 |
| VK ČEZ Karlovarsko            | —   | 3:1 | 3:2 | 3:0 | -   | 3:0 | 2:3 | 3:0 | 0:3 | 3:0 | 3:0 | 3:0 |
| Volejbal Brno                 | 2:3 | 3:0 | 3:1 | 3:0 | 2:3 | -   | 3:0 | 3:0 | —   | 3:2 | 3:2 | 3:1 |
| Aero Odolena Voda             | 0:3 | 3:1 | —   | 3:2 | 0:3 | 1:3 | -   | 1:3 | 3:2 | 0:3 | 3:0 | 3:2 |
| SKV Ústí nad Labem            | 0:3 | 0:3 | 0:3 | 1:3 | 0:3 | 3:0 | 0:3 | -   | 3:2 | 1:3 | 1:3 | 2:3 |
| VK Euro Sitex Příbram         | 3:2 | 3:2 | 2:3 | 0:3 | 0:3 | 1:3 | 3:2 | 3:0 | -   | 1:3 | 3:0 | 3:1 |
| VK Lvi Praha                  | 0:3 | 3:1 | 3:0 | 3:0 | 0:3 | 3:1 | 3:0 | 3:0 | 0:3 | -   | 1:3 | 3:0 |
| VSC Fatra Zlín                | 1:3 | 0:3 | 0:3 | 1:3 | 1:3 | 0:3 | 0:3 | 3:1 | 3:1 | 2:3 | -   | 3:1 |
| Black Volley Beskydy          | 1:3 | 1:3 | 3:2 | 2:3 | 0:3 | 3:1 | 0:3 | 3:1 | 3:1 | —   | 2:3 | -   |

Źródło: ČVS – Data Project (cz.) / ČVS (cz.)
1 Drużyna gospodarzy jest wymieniona po lewej stronie tabeli.
Kolory:
  zwycięstwo gospodarzy 3:0 lub 3:1
  zwycięstwo gospodarzy 3:2
  zwycięstwo gości 3:0 lub 3:1
  zwycięstwo gości 3:2

### Terminarz i wyniki spotkań
| Data        | Godz. | Gospodarz                     | Rezultat                                | Gość                          | Widzów |
| ----------- | ----- | ----------------------------- | --------------------------------------- | ----------------------------- | ------ |
| 1. KOLEJKA  |       |                               |                                         |                               |        |
| 05.10.2019  | 19:30 | Black Volley Beskydy          | 3:1 (29:27, 25:22, 17:25, 25:20)        | Volejbal Brno                 | 250    |
| 05.10.2019  | 18:00 | Kladno volejbal.cz            | 2:3 (19:25, 25:23, 19:25, 25:17, 10:15) | VK Lvi Praha                  | 851    |
| 05.10.2019  | 18:00 | VK Dukla Liberec              | 3:1 (23:25, 25:20, 25:22, 26:24)        | SKV Ústí nad Labem            | 582    |
| 05.10.2019  | 18:00 | VK ČEZ Karlovarsko            | 3:0 (25:23, 25:19, 25:17)               | VSC Fatra Zlín                | 878    |
| 07.10.2019  | 19:20 | Aero Odolena Voda             | 0:3 (21:25, 19:25, 22:25)               | VK Jihostroj České Budějovice | 720    |
| 06.10.2019  | 17:00 | VK Euro Sitex Příbram         | 2:3 (25:13, 25:22, 18:25, 23:25, 12:15) | VK Ostrava                    | 638    |
| 2. KOLEJKA  |       |                               |                                         |                               |        |
| 12.10.2019  | 18:00 | Volejbal Brno                 | 3:1 (23:25, 25:22, 25:21, 25:21)        | VK Ostrava                    | 550    |
| 12.10.2019  | 18:00 | VK Jihostroj České Budějovice | 3:0 (25:23, 29:27, 25:17)               | VK Euro Sitex Příbram         | 1180   |
| 12.10.2019  | 17:00 | VSC Fatra Zlín                | 0:3 (20:25, 23:25, 21:25)               | Aero Odolena Voda             | 310    |
| 12.10.2019  | 17:00 | SKV Ústí nad Labem            | 0:3 (18:25, 19:25, 20:25)               | VK ČEZ Karlovarsko            | 545    |
| 12.10.2019  | 18:00 | VK Lvi Praha                  | 3:1 (25:22, 25:23, 21:25, 25:21)        | VK Dukla Liberec              | 380    |
| 12.10.2019  | 17:00 | Black Volley Beskydy          | 2:3 (25:22, 22:25, 27:29, 27:25, 10:15) | Kladno volejbal.cz            | 300    |
| 3. KOLEJKA  |       |                               |                                         |                               |        |
| 17.10.2019  | 16:30 | Volejbal Brno                 | 3:0 (25:19, 25:22, 25:18)               | Kladno volejbal.cz            | 220    |
| 19.10.2019  | 18:00 | VK Dukla Liberec              | 3:0 (25:18, 25:13, 25:21)               | Black Volley Beskydy          | 405    |
| 19.10.2019  | 18:00 | VK ČEZ Karlovarsko            | 3:0 (25:21, 25:11, 25:22)               | VK Lvi Praha                  | 758    |
| 19.10.2019  | 18:00 | Aero Odolena Voda             | 1:3 (25:23, 18:25, 24:26, 19:25)        | SKV Ústí nad Labem            | 767    |
| 20.10.2019  | 17:00 | VK Euro Sitex Příbram         | 3:0 (25:21, 25:15, 25:19)               | VSC Fatra Zlín                | 711    |
| 21.10.2019  | 19:20 | VK Ostrava                    | 3:0 (25:18, 25:19, 25:19)               | VK Jihostroj České Budějovice | 450    |
| 4. KOLEJKA  |       |                               |                                         |                               |        |
| 28.10.2019  | 18:00 | Volejbal Brno                 | 2:3 (25:20, 25:23, 16:25, 24:26, 14:16) | VK Jihostroj České Budějovice | 764    |
| 26.10.2019  | 17:00 | VSC Fatra Zlín                | 0:3 (17:25, 22:25, 19:25)               | VK Ostrava                    | 305    |
| 26.10.2019  | 17:00 | SKV Ústí nad Labem            | 3:2 (17:25, 25:22, 23:25, 25:22, 15:13) | VK Euro Sitex Příbram         | 550    |
| 26.10.2019  | 18:00 | VK Lvi Praha                  | 3:0 (25:17, 25:23, 25:18)               | Aero Odolena Voda             | 350    |
| 26.10.2019  | 19:30 | Black Volley Beskydy          | 0:3 (23:25, 24:26, 20:25)               | VK ČEZ Karlovarsko            | 430    |
| 26.10.2019  | 18:00 | Kladno volejbal.cz            | 3:1 (21:25, 25:15, 25:19, 25:23)        | VK Dukla Liberec              | 860    |
| 5. KOLEJKA  |       |                               |                                         |                               |        |
| 02.11.2019  | 18:00 | VK Dukla Liberec              | 3:2 (20:25, 21:25, 25:21, 25:23, 15:10) | Volejbal Brno                 | 726    |
| 04.11.2019  | 16:50 | VK ČEZ Karlovarsko            | 3:0 (25:14, 29:27, 25:22)               | Kladno volejbal.cz            | 730    |
| 02.11.2019  | 18:00 | Aero Odolena Voda             | 3:2 (19:25, 25:23, 25:19, 22:25, 15:7)  | Black Volley Beskydy          | 586    |
| 02.11.2019  | 17:00 | VK Euro Sitex Příbram         | 1:3 (26:24, 20:25, 20:25, 23:25)        | VK Lvi Praha                  | 693    |
| 02.11.2019  | 17:00 | VK Ostrava                    | 0:3 (14:25, 29:31, 19:25)               | SKV Ústí nad Labem            | 480    |
| 02.11.2019  | 18:00 | VK Jihostroj České Budějovice | 3:0 (25:15, 25:19, 25:21)               | VSC Fatra Zlín                | 1230   |
| 6. KOLEJKA  |       |                               |                                         |                               |        |
| 11.11.2019  | 19:30 | Volejbal Brno                 | 3:2 (25:15, 19:25, 25:21, 17:25, 15:10) | VSC Fatra Zlín                | 620    |
| 09.11.2019  | 17:00 | SKV Ústí nad Labem            | 0:3 (18:25, 22:25, 20:25)               | VK Jihostroj České Budějovice | 500    |
| 09.11.2019  | 18:00 | VK Lvi Praha                  | 3:0 (28:26, 25:23, 25:18)               | VK Ostrava                    | 480    |
| 09.11.2019  | 17:00 | Black Volley Beskydy          | 3:1 (26:24, 25:16, 22:25, 25:21)        | VK Euro Sitex Příbram         | 280    |
| 09.11.2019  | 18:00 | Aero Odolena Voda             | 3:2 (25:22, 20:25, 19:25, 25:22, 15:9)  | Kladno volejbal.cz            | 723    |
| 09.11.2019  | 18:00 | VK Dukla Liberec              | 3:2 (17:25, 23:25, 25:23, 25:15, 16:14) | VK ČEZ Karlovarsko            | 856    |
| 7. KOLEJKA  |       |                               |                                         |                               |        |
| 16.11.2019  | 18:00 | VK ČEZ Karlovarsko            | 3:0 (26:24, 25:14, 27:25)               | Volejbal Brno                 | 921    |
| 16.11.2019  | 18:00 | Aero Odolena Voda             | 3:1 (25:21, 25:22, 17:25, 25:20)        | VK Dukla Liberec              | 732    |
| 16.11.2019  | 17:00 | VK Euro Sitex Příbram         | 0:3 (18:25, 22:25, 22:25)               | Kladno volejbal.cz            | 697    |
| 16.11.2019  | 17:00 | VK Ostrava                    | 3:0 (25:21, 25:15, 25:19)               | Black Volley Beskydy          | 980    |
| 18.11.2019  | 16:50 | VK Jihostroj České Budějovice | 3:1 (25:21, 19:25, 25:14, 25:21)        | VK Lvi Praha                  | 800    |
| 07.11.2019  | 17:30 | VSC Fatra Zlín                | 3:1 (26:24, 25:20, 23:25, 25:19)        | SKV Ústí nad Labem            | 253    |
| 8. KOLEJKA  |       |                               |                                         |                               |        |
| 23.11.2019  | 16:00 | Volejbal Brno                 | 3:0 (25:17, 25:23, 25:13)               | SKV Ústí nad Labem            | 485    |
| 23.11.2019  | 18:00 | VK Lvi Praha                  | 1:3 (27:29, 25:21, 18:25, 19:25)        | VSC Fatra Zlín                | 380    |
| 27.10.2019  | 19:00 | Black Volley Beskydy          | 1:3 (22:25, 22:25, 25:18, 19:25)        | VK Jihostroj České Budějovice | 350    |
| 24.11.2019  | 13:00 | Kladno volejbal.cz            | 2:3 (22:25, 25:20, 25:20, 26:28, 8:15)  | VK Ostrava                    | 716    |
| 25.11.2019  | 19:20 | VK Dukla Liberec              | 3:2 (31:29, 22:25, 19:25, 25:17, 15:11) | VK Euro Sitex Příbram         | 382    |
| 23.11.2019  | 18:00 | VK ČEZ Karlovarsko            | 2:3 (17:25, 22:25, 25:22, 25:20, 13:15) | Aero Odolena Voda             | 1021   |
| 9. KOLEJKA  |       |                               |                                         |                               |        |
| 30.11.2019  | 18:00 | Aero Odolena Voda             | 1:3 (27:25, 30:32, 22:25, 22:25)        | Volejbal Brno                 | 658    |
| 30.11.2019  | 17:00 | VK Euro Sitex Příbram         | 0:3 (16:25, 16:25, 20:25)               | VK ČEZ Karlovarsko            | 617    |
| 30.11.2019  | 16:00 | VK Ostrava                    | 0:3 (20:25, 12:25, 25:27)               | VK Dukla Liberec              | 530    |
| 30.11.2019  | 18:00 | VK Jihostroj České Budějovice | 3:2 (22:25, 26:24, 25:14, 24:26, 15:11) | Kladno volejbal.cz            | 1060   |
| 28.11.2019  | 17:00 | VSC Fatra Zlín                | 3:1 (25:16, 23:25, 27:25, 25:22)        | Black Volley Beskydy          | 420    |
| 02.12.2019  | 17:00 | SKV Ústí nad Labem            | 1:3 (17:25, 13:25, 25:22, 17:25)        | VK Lvi Praha                  | 699    |
| 10. KOLEJKA |       |                               |                                         |                               |        |
| 07.12.2019  | 16:00 | Volejbal Brno                 | 3:2 (27:29, 25:16, 22:25, 25:15, 15:6)  | VK Lvi Praha                  | 521    |
| 07.12.2019  | 19:30 | Black Volley Beskydy          | 3:1 (25:19, 17:25, 25:18, 25:20)        | SKV Ústí nad Labem            | 250    |
| 07.12.2019  | 18:00 | Kladno volejbal.cz            | 3:1 (25:19, 15:25, 27:25, 25:22)        | VSC Fatra Zlín                | 734    |
| 07.12.2019  | 18:00 | VK Dukla Liberec              | 3:0 (25:16, 25:22, 25:21)               | VK Jihostroj České Budějovice | 829    |
| 06.12.2019  | 16:00 | VK ČEZ Karlovarsko            | 3:2 (25:23, 25:22, 20:25, 22:25, 15:8)  | VK Ostrava                    | 800    |
| 07.12.2019  | 18:00 | Aero Odolena Voda             | 3:2 (22:25, 29:27, 27:25, 21:25, 18:16) | VK Euro Sitex Příbram         | 687    |
| 11. KOLEJKA |       |                               |                                         |                               |        |
| 16.12.2019  | 19:20 | VK Euro Sitex Příbram         | 1:3 (26:24, 21:25, 20:25, 26:28)        | Volejbal Brno                 | 621    |
| 14.12.2019  | 16:30 | VK Ostrava                    | 3:0 (25:19, 27:25, 25:20)               | Aero Odolena Voda             | 250    |
| 14.12.2019  | 18:00 | VK Jihostroj České Budějovice | 2:3 (25:22, 25:23, 14:25, 17:25, 14:16) | VK ČEZ Karlovarsko            | 910    |
| 14.12.2019  | 17:00 | VSC Fatra Zlín                | 0:3 (18:25, 27:29, 18:25)               | VK Dukla Liberec              | 347    |
| 14.12.2019  | 17:00 | SKV Ústí nad Labem            | 1:3 (25:21, 27:29, 17:25, 19:25)        | Kladno volejbal.cz            | 610    |
| 14.12.2019  | 18:00 | VK Lvi Praha                  | 3:0 (25:19, 25:22, 25:20)               | Black Volley Beskydy          | 392    |
| 12. KOLEJKA |       |                               |                                         |                               |        |
| 21.12.2019  | 16:00 | Volejbal Brno                 | 3:1 (20:25, 25:11, 25:17, 25:17)        | Black Volley Beskydy          | 562    |
| 21.12.2019  | 18:00 | VK Lvi Praha                  | 3:0 (25:21, 25:19, 25:19)               | Kladno volejbal.cz            | 480    |
| 21.12.2019  | 17:00 | SKV Ústí nad Labem            | 0:3 (16:25, 20:25, 20:25)               | VK Dukla Liberec              | 548    |
| 23.12.2019  | 17:50 | VSC Fatra Zlín                | 1:3 (21:25, 20:25, 26:24, 17:25)        | VK ČEZ Karlovarsko            | 428    |
| 22.12.2019  | 17:00 | VK Jihostroj České Budějovice | 3:1 (25:21, 23:25, 25:19, 25:17)        | Aero Odolena Voda             | 620    |
| 21.12.2019  | 17:00 | VK Ostrava                    | 2:3 (25:18, 25:15, 25:27, 20:25, 13:15) | VK Euro Sitex Příbram         | 350    |
| 13. KOLEJKA |       |                               |                                         |                               |        |
| 22.02.2020  | 17:00 | VK Ostrava                    | 3:2 (15:25, 25:19, 16:25, 25:17, 15:10) | Volejbal Brno                 | 300    |
| 21.11.2019  | 18:00 | VK Euro Sitex Příbram         | 3:2 (25:15, 12:25, 15:25, 25:17, 15:12) | VK Jihostroj České Budějovice | 684    |
| 28.12.2019  | 18:00 | Aero Odolena Voda             | 3:0 (25:20, 25:23, 25:21)               | VSC Fatra Zlín                | 430    |
| 30.10.2019  | 18:00 | VK ČEZ Karlovarsko            | 3:0 (25:15, 25:22, 25:17)               | SKV Ústí nad Labem            | 820    |
| 06.02.2020  | 18:00 | VK Dukla Liberec              | 3:0 (25:19, 25:20, 25:17)               | VK Lvi Praha                  | 520    |
| 15.12.2019  | 15:00 | Kladno volejbal.cz            | 3:1 (25:21, 25:19, 19:25, 25:18)        | Black Volley Beskydy          | 419    |
| 14. KOLEJKA |       |                               |                                         |                               |        |
| 13.01.2020  | 19:30 | Kladno volejbal.cz            | 1:3 (25:23, 14:25, 22:25, 20:25)        | Volejbal Brno                 | 437    |
| 11.01.2020  | 19:30 | Black Volley Beskydy          | 1:3 (15:25, 25:20, 23:25, 23:25)        | VK Dukla Liberec              | 300    |
| 11.01.2020  | 18:00 | VK Lvi Praha                  | 0:3 (14:25, 22:25, 14:25)               | VK ČEZ Karlovarsko            | 580    |
| 19.12.2019  | 18:00 | SKV Ústí nad Labem            | 0:3 (20:25, 18:25, 27:29)               | Aero Odolena Voda             | 250    |
| 11.01.2020  | 17:00 | VSC Fatra Zlín                | 3:1 (25:22, 23:25, 25:23, 25:23)        | VK Euro Sitex Příbram         | 460    |
| 25.11.2019  | 18:00 | VK Jihostroj České Budějovice | 3:2 (25:22, 20:25, 25:20, 16:25, 15:12) | VK Ostrava                    | 1150   |
| 15. KOLEJKA |       |                               |                                         |                               |        |
| 18.01.2020  | 18:00 | VK Jihostroj České Budějovice | 2:3 (25:27, 17:25, 25:15, 27:25, 10:15) | Volejbal Brno                 | 1150   |
| 18.01.2020  | 17:00 | VK Ostrava                    | 1:3 (24:26, 22:25, 25:21, 20:25)        | VSC Fatra Zlín                | 450    |
| 21.02.2019  | 17:30 | VK Euro Sitex Příbram         | 3:0 (25:21, 25:22, 25:20)               | SKV Ústí nad Labem            | 711    |
| 18.01.2020  | 18:00 | Aero Odolena Voda             | 0:3 (18:25, 21:25, 21:25)               | VK Lvi Praha                  | 868    |
| 17.01.2020  | 17:00 | VK ČEZ Karlovarsko            | 3:0 (25:19, 25:15, 29:27)               | Black Volley Beskydy          | 825    |
| 18.01.2020  | 18:00 | VK Dukla Liberec              | 3:0 (25:23, 25:22, 25:16)               | Kladno volejbal.cz            | 763    |
| 16. KOLEJKA |       |                               |                                         |                               |        |
| 25.01.2020  | 18:00 | Volejbal Brno                 | 3:0 (25:19, 25:21, 25:19)               | VK Dukla Liberec              | 726    |
| 25.01.2020  | 17:00 | Kladno volejbal.cz            | 0:3 (25:27, 18:25, 20:25)               | VK ČEZ Karlovarsko            | 590    |
| 25.01.2020  | 19:30 | Black Volley Beskydy          | 0:3 (21:25, 20:25, 25:27)               | Aero Odolena Voda             | 320    |
| 25.01.2020  | 18:00 | VK Lvi Praha                  | 0:3 (21:25, 20:25, 26:28)               | VK Euro Sitex Příbram         | 320    |
| 25.01.2020  | 15:00 | SKV Ústí nad Labem            | 0:3 (23:25, 23:25, 18:25)               | VK Ostrava                    | 513    |
| 25.01.2020  | 17:00 | VSC Fatra Zlín                | 1:3 (25:23, 21:25, 15:25, 21:25)        | VK Jihostroj České Budějovice | 375    |
| 17. KOLEJKA |       |                               |                                         |                               |        |
| 30.01.2020  | 17:00 | VSC Fatra Zlín                | 0:3 (15:25, 14:25, 24:26)               | Volejbal Brno                 | 325    |
| 01.02.2020  | 19:00 | VK Jihostroj České Budějovice | 3:0 (25:10, 25:17, 25:17)               | SKV Ústí nad Labem            | 890    |
| 02.02.2020  | 17:00 | VK Ostrava                    | 3:0 (25:16, 25:22, 25:23)               | VK Lvi Praha                  | 350    |
| 01.02.2020  | 17:00 | VK Euro Sitex Příbram         | 3:1 (36:34, 25:21, 23:25, 25:13)        | Black Volley Beskydy          | 678    |
| 01.02.2020  | 19:00 | Kladno volejbal.cz            | 3:1 (33:31, 22:25, 25:23, 25:21)        | Aero Odolena Voda             | 761    |
| 04.02.2020  | 17:00 | VK ČEZ Karlovarsko            | 3:1 (25:18, 25:15, 18:25, 25:23)        | VK Dukla Liberec              | 825    |
| 18. KOLEJKA |       |                               |                                         |                               |        |
| 08.02.2020  | 18:00 | Volejbal Brno                 | 2:3 (25:22, 22:25, 25:17, 21:25, 11:15) | VK ČEZ Karlovarsko            | 798    |
| 08.02.2020  | 18:00 | VK Dukla Liberec              | 1:3 (25:17, 23:25, 23:25, 25:27)        | Aero Odolena Voda             | 950    |
| 08.02.2020  | 18:00 | Kladno volejbal.cz            | 3:1 (15:25, 25:22, 25:23, 25:17)        | VK Euro Sitex Příbram         | 860    |
| 08.02.2020  | 17:00 | Black Volley Beskydy          | 3:2 (19:25, 15:25, 25:19, 25:21, 15:12) | VK Ostrava                    | 290    |
| 08.02.2020  | 18:00 | VK Lvi Praha                  | 0:3 (24:26, 22:25, 22:25)               | VK Jihostroj České Budějovice | 450    |
| 08.02.2020  | 17:00 | SKV Ústí nad Labem            | 1:3 (20:25, 25:20, 13:25, 17:25)        | VSC Fatra Zlín                | 320    |
| 19. KOLEJKA |       |                               |                                         |                               |        |
| 15.02.2020  | 17:00 | SKV Ústí nad Labem            | 3:0 (26:24, 25:21, 25:23)               | Volejbal Brno                 | 343    |
| 15.02.2020  | 17:00 | VSC Fatra Zlín                | 2:3 (25:22, 25:19, 18:25, 19:25, 14:16) | VK Lvi Praha                  | 345    |
| 15.02.2020  | 19:00 | VK Jihostroj České Budějovice | 3:0 (25:20, 25:22, 25:20)               | Black Volley Beskydy          | 820    |
| 17.02.2020  | 17:00 | VK Ostrava                    | 2:3 (22:25, 16:25, 25:22, 25:17, 15:17) | Kladno volejbal.cz            | 300    |
| 15.02.2020  | 17:00 | VK Euro Sitex Příbram         | 3:2 (16:25, 25:21, 20:25, 25:21, 15:13) | VK Dukla Liberec              | 729    |
| 15.02.2020  | 18:00 | Aero Odolena Voda             | 0:3 (22:25, 11:25, 19:25)               | VK ČEZ Karlovarsko            | 896    |
| 20. KOLEJKA |       |                               |                                         |                               |        |
| 02.03.2020  | 17:00 | Volejbal Brno                 | 3:0 (27:25, 25:23, 26:24)               | Aero Odolena Voda             | 360    |
| 29.02.2020  | 18:00 | VK ČEZ Karlovarsko            | 0:3 (19:25, 17:25, 21:25)               | VK Euro Sitex Příbram         | 862    |
| 29.02.2020  | 18:00 | VK Dukla Liberec              | 3:1 (31:29, 25:22, 25:27, 25:20)        | VK Ostrava                    | 920    |
| 29.02.2020  | 18:00 | Kladno volejbal.cz            | 0:3 (23:25, 18:25, 22:25)               | VK Jihostroj České Budějovice | 527    |
| 29.02.2020  | 17:00 | Black Volley Beskydy          | 2:3 (16:25, 25:22, 24:26, 25:23, 15:17) | VSC Fatra Zlín                | 280    |
| 29.02.2020  | 18:00 | VK Lvi Praha                  | 3:0 (25:18, 25:15, 25:16)               | SKV Ústí nad Labem            | 350    |
| 21. KOLEJKA |       |                               |                                         |                               |        |
| 07.03.2020  | 18:00 | VK Lvi Praha                  | 3:1 (27:25, 22:25, 29:27, 25:22)        | Volejbal Brno                 | 310    |
| 09.03.2020  | 20:15 | SKV Ústí nad Labem            | 2:3 (22:25, 26:24, 25:22, 17:25, 11:15) | Black Volley Beskydy          | 512    |
| 07.03.2020  | 17:00 | VSC Fatra Zlín                | 1:3 (26:24, 22:25, 20:25, 20:25)        | Kladno volejbal.cz            | 293    |
| 07.03.2020  | 16:00 | VK Jihostroj České Budějovice | 3:1 (25:22, 25:20, 24:26, 25:15)        | VK Dukla Liberec              | 1130   |
| 07.03.2020  | 17:00 | VK Ostrava                    | 1:3 (25:27, 24:26, 25:23, 24:26)        | VK ČEZ Karlovarsko            | 400    |
| 07.03.2020  | 17:00 | VK Euro Sitex Příbram         | 3:2 (25:21, 25:21, 23:25, 21:25, 15:8)  | Aero Odolena Voda             | 797    |
| 22. KOLEJKA |       |                               |                                         |                               |        |
| 14.03.2020  | 18:00 | Volejbal Brno                 | mecz anulowany                          | VK Euro Sitex Příbram         | —      |
| 14.03.2020  | 17:00 | Aero Odolena Voda             | mecz anulowany                          | VK Ostrava                    | —      |
| 14.03.2020  | 18:00 | VK ČEZ Karlovarsko            | mecz anulowany                          | VK Jihostroj České Budějovice | —      |
| 14.03.2020  | 18:00 | VK Dukla Liberec              | mecz anulowany                          | VSC Fatra Zlín                | —      |
| 12.03.2020  | 18:00 | Kladno volejbal.cz            | mecz anulowany                          | SKV Ústí nad Labem            | —      |
| 14.03.2020  | 17:00 | Black Volley Beskydy          | mecz anulowany                          | VK Lvi Praha                  | —      |

### Tabela
| Lp. | Drużyna                       | Pkt | Mecze | Mecze | Mecze | Rodzaj wyniku | Rodzaj wyniku | Rodzaj wyniku | Rodzaj wyniku | Rodzaj wyniku | Rodzaj wyniku | Sety | Sety | Sety  | Małe punkty | Małe punkty | Małe punkty |
| Lp. | Drużyna                       | Pkt | M     | W     | P     | 3:0           | 3:1           | 3:2           | 2:3           | 1:3           | 0:3           | wyg. | prz. | stos. | zdob.       | str.        | stos.       |
| --- | ----------------------------- | --- | ----- | ----- | ----- | ------------- | ------------- | ------------- | ------------- | ------------- | ------------- | ---- | ---- | ----- | ----------- | ----------- | ----------- |
| 1   | VK ČEZ Karlovarsko            | 53  | 21    | 18    | 3     | 12            | 3             | 3             | 2             | 0             | 1             | 58   | 18   | 3.22  | 1791        | 1548        | 1.16        |
| 2   | VK Jihostroj České Budějovice | 48  | 21    | 16    | 5     | 8             | 5             | 3             | 3             | 0             | 2             | 54   | 26   | 2.08  | 1818        | 1665        | 1.09        |
| 3   | Volejbal Brno                 | 40  | 21    | 13    | 8     | 5             | 5             | 3             | 4             | 2             | 2             | 49   | 35   | 1.4   | 1933        | 1790        | 1.08        |
| 4   | VK Dukla Liberec              | 37  | 21    | 13    | 8     | 7             | 3             | 3             | 1             | 6             | 1             | 47   | 33   | 1.42  | 1840        | 1738        | 1.06        |
| 5   | VK Lvi Praha                  | 35  | 21    | 12    | 9     | 6             | 4             | 2             | 1             | 2             | 6             | 40   | 35   | 1.14  | 1677        | 1666        | 1.01        |
| 6   | Kladno volejbal.cz            | 32  | 21    | 10    | 11    | 1             | 7             | 2             | 4             | 1             | 6             | 39   | 44   | 0.89  | 1829        | 1878        | 0.97        |
| 7   | VK Ostrava                    | 29  | 21    | 9     | 12    | 6             | 0             | 3             | 5             | 4             | 3             | 41   | 42   | 0.98  | 1838        | 1815        | 1.01        |
| 8   | Aero Odolena Voda             | 27  | 21    | 10    | 11    | 4             | 2             | 4             | 1             | 4             | 6             | 36   | 43   | 0.84  | 1763        | 1838        | 0.96        |
| 9   | VK Euro Sitex Příbram         | 27  | 21    | 9     | 12    | 4             | 1             | 4             | 4             | 5             | 3             | 40   | 45   | 0.89  | 1878        | 1892        | 0.99        |
| 10  | VSC Fatra Zlín                | 22  | 21    | 7     | 14    | 0             | 6             | 1             | 2             | 4             | 8             | 29   | 50   | 0.58  | 1715        | 1830        | 0.94        |
| 11  | Black Volley Beskydy          | 16  | 21    | 5     | 16    | 0             | 3             | 2             | 3             | 6             | 7             | 27   | 55   | 0.49  | 1743        | 1918        | 0.91        |
| 12  | SKV Ústí nad Labem            | 12  | 21    | 4     | 17    | 2             | 1             | 1             | 1             | 6             | 10            | 20   | 54   | 0.37  | 1523        | 1770        | 0.86        |

Źródło: ČVS – Data Project (cz.)
Punktacja: 3:0 i 3:1 – 3 pkt; 3:2 – 2 pkt; 2:3 – 1 pkt; 1:3 i 0:3 – 0 pkt
Zasady ustalania kolejności: 1. liczba punktów; 2. liczba zwycięstw; 3. stosunek setów; 4. stosunek małych punktów; 5. bilans w bezpośrednich meczach

## Faza play-off
Ze względu na przedwczesne zakończenie rozgrywek w dniu 16 marca 2020 roku faza play-off nie odbyła się.

## Klasyfikacja końcowa
Zgodnie z decyzją Czeskiego Związku Piłki Siatkowej z 16 marca 2020 roku za ostateczny przyjęty został stan rozgrywek po rozegraniu 21. kolejki fazy zasadniczej. VK ČEZ Karlovarsko jako lider tabeli nie otrzymał tytułu mistrza Czech.
| Lp. | Drużyna                       |
| --- | ----------------------------- |
| 1.  | VK ČEZ Karlovarsko            |
| 2.  | VK Jihostroj České Budějovice |
| 3.  | Volejbal Brno                 |
| 4.  | VK Dukla Liberec              |
| 5.  | VK Lvi Praha                  |
| 6.  | Kladno volejbal.cz            |
| 7.  | VK Ostrava                    |
| 8.  | Aero Odolena Voda             |
| 9.  | VK Euro Sitex Příbram         |
| 10. | VSC Fatra Zlín                |
| 11. | Black Volley Beskydy          |
| 12. | SKV Ústí nad Labem            |

     Liga Mistrzów 2020/2021
     Puchar CEV 2020/2021
     Puchar Challenge 2020/2021

## Statystyki

### Sety, małe punkty i liczba widzów
| Kolejka                                        | Mecze                                          | Sety (średnio na mecz)                         | Sety (średnio na mecz)                         | Małe punkty (średnio na set)                   | Małe punkty (średnio na set)                   | Liczba widzów (średnio na mecz)                | Liczba widzów (średnio na mecz)                | Kolejka                       | Mecze                         | Sety (średnio na mecz)        | Sety (średnio na mecz)        | Małe punkty (średnio na set)  | Małe punkty (średnio na set)  | Liczba widzów (średnio na mecz) | Liczba widzów (średnio na mecz) |
| ---------------------------------------------- | ---------------------------------------------- | ---------------------------------------------- | ---------------------------------------------- | ---------------------------------------------- | ---------------------------------------------- | ---------------------------------------------- | ---------------------------------------------- | ----------------------------- | ----------------------------- | ----------------------------- | ----------------------------- | ----------------------------- | ----------------------------- | ------------------------------- | ------------------------------- |
| Faza zasadnicza                                |                                                |                                                |                                                |                                                |                                                |                                                |                                                |                               |                               |                               |                               |                               |                               |                                 |                                 |
| 1                                              | 6                                              | 24                                             | 4,00                                           | 1057                                           | 44,04                                          | 3919                                           | 653                                            | 12                            | 6                             | 23                            | 3,83                          | 1001                          | 43,52                         | 2988                            | 498                             |
| 2                                              | 6                                              | 22                                             | 3,67                                           | 1018                                           | 46,27                                          | 3265                                           | 544                                            | 13                            | 6                             | 23                            | 3,83                          | 954                           | 41,48                         | 3173                            | 529                             |
| 3                                              | 6                                              | 19                                             | 3,17                                           | 836                                            | 44,00                                          | 3311                                           | 552                                            | 14                            | 6                             | 23                            | 3,83                          | 1025                          | 44,57                         | 3177                            | 530                             |
| 4                                              | 6                                              | 23                                             | 3,83                                           | 1013                                           | 44,04                                          | 3259                                           | 543                                            | 15                            | 6                             | 21                            | 3,50                          | 948                           | 45,14                         | 4767                            | 795                             |
| 5                                              | 6                                              | 23                                             | 3,83                                           | 1018                                           | 44,26                                          | 4445                                           | 741                                            | 16                            | 6                             | 19                            | 3,17                          | 881                           | 46,37                         | 2844                            | 474                             |
| 6                                              | 6                                              | 25                                             | 4,17                                           | 1076                                           | 43,04                                          | 3459                                           | 577                                            | 17                            | 6                             | 21                            | 3,50                          | 965                           | 45,95                         | 3829                            | 638                             |
| 7                                              | 6                                              | 21                                             | 3,50                                           | 950                                            | 45,24                                          | 4383                                           | 731                                            | 18                            | 6                             | 25                            | 4,17                          | 1090                          | 43,60                         | 3668                            | 611                             |
| 8                                              | 6                                              | 26                                             | 4,33                                           | 1140                                           | 43,85                                          | 3334                                           | 556                                            | 19                            | 6                             | 24                            | 4,00                          | 1031                          | 42,96                         | 3433                            | 572                             |
| 9                                              | 6                                              | 23                                             | 3,83                                           | 1038                                           | 45,13                                          | 3984                                           | 664                                            | 20                            | 6                             | 21                            | 3,50                          | 966                           | 46,00                         | 3299                            | 550                             |
| 10                                             | 6                                              | 26                                             | 4,33                                           | 1141                                           | 43,88                                          | 3821                                           | 637                                            | 21                            | 6                             | 26                            | 4,33                          | 1192                          | 45,85                         | 3442                            | 574                             |
| 11                                             | 6                                              | 22                                             | 3,67                                           | 1008                                           | 45,82                                          | 3130                                           | 522                                            | 22                            | —                             | —                             | —                             | —                             | —                             | —                               | —                               |
| Podsumowanie rundy pierwszej (po 11 kolejkach) | Podsumowanie rundy pierwszej (po 11 kolejkach) | Podsumowanie rundy pierwszej (po 11 kolejkach) | Podsumowanie rundy pierwszej (po 11 kolejkach) | Podsumowanie rundy pierwszej (po 11 kolejkach) | Podsumowanie rundy pierwszej (po 11 kolejkach) | Podsumowanie rundy pierwszej (po 11 kolejkach) | Podsumowanie rundy pierwszej (po 11 kolejkach) | Podsumowanie rundy rewanżowej | Podsumowanie rundy rewanżowej | Podsumowanie rundy rewanżowej | Podsumowanie rundy rewanżowej | Podsumowanie rundy rewanżowej | Podsumowanie rundy rewanżowej | Podsumowanie rundy rewanżowej   | Podsumowanie rundy rewanżowej   |
| 1-11                                           | 66                                             | 254                                            | 3,85                                           | 11 295                                         | 44,47                                          | 40 310                                         | 611                                            | 12-22                         | 60                            | 226                           | 3,77                          | 10 053                        | 44,48                         | 34 620                          | 577                             |
| Podsumowanie sezonu                            |                                                |                                                |                                                |                                                |                                                |                                                |                                                |                               |                               |                               |                               |                               |                               |                                 |                                 |
| Faza zasadnicza                                | Faza zasadnicza                                | Faza zasadnicza                                | Faza zasadnicza                                | Faza zasadnicza                                | Faza zasadnicza                                | Faza zasadnicza                                | Faza zasadnicza                                | Faza zasadnicza               | 126                           | 480                           | 3,81                          | 21 348                        | 44,48                         | 74 930                          | 595                             |

### Statystyki indywidualne

#### Ranking najlepiej punktujących zawodników
| Rk | Zawodnik                               | M  | S  | A   | B  | Z  | Pkt |    | Rk                                       | Zawodnik | S   | Pkt  | Pkt/S |
| -- | -------------------------------------- | -- | -- | --- | -- | -- | --- | -- | ---------------------------------------- | -------- | --- | ---- | ----- |
| 1  | Daniel Římal (Volejbal Brno)           | 21 | 83 | 339 | 25 | 56 | 420 | 1  | Daniel Římal (Volejbal Brno)             | 83       | 420 | 5,06 |       |
| 2  | Stefan Okošanović (Kladno volejbal.cz) | 20 | 77 | 331 | 25 | 32 | 388 | 2  | Stefan Okošanović (Kladno volejbal.cz)   | 77       | 388 | 5,04 |       |
| 3  | Michal Kriško (VK Euro Sitex Příbram)  | 21 | 82 | 307 | 28 | 32 | 367 | 3  | Matej Mihajlović (VK Lvi Praha)          | 75       | 342 | 4,56 |       |
| 4  | Matej Mihajlović (VK Lvi Praha)        | 21 | 75 | 283 | 17 | 42 | 342 | 4  | Michal Kriško (VK Euro Sitex Příbram)    | 82       | 367 | 4,48 |       |
| 5  | Martin Licek (Volejbal Brno)           | 21 | 84 | 248 | 30 | 35 | 313 | 5  | Filip Rejlek (VK ČEZ Karlovarsko)        | 68       | 298 | 4,38 |       |
| 6  | Martin Hladík (Aero Odolena Voda)      | 21 | 75 | 264 | 37 | 8  | 309 | 6  | Martin Hladík (Aero Odolena Voda)        | 75       | 309 | 4,12 |       |
| 7  | David Janků (VK Ostrava)               | 21 | 82 | 257 | 20 | 31 | 308 | 7  | Vicente Parraguirre (SKV Ústí nad Labem) | 69       | 282 | 4,09 |       |
| 8  | Maciej Krysiak (Black Volley Beskydy)  | 21 | 78 | 253 | 35 | 19 | 307 | 8  | Maciej Krysiak (Black Volley Beskydy)    | 78       | 307 | 3,94 |       |
| 9  | Lukáš Vašina (VK ČEZ Karlovarsko)      | 21 | 76 | 231 | 31 | 37 | 299 | 9  | Lukáš Vašina (VK ČEZ Karlovarsko)        | 76       | 299 | 3,93 |       |
| 10 | Filip Rejlek (VK ČEZ Karlovarsko)      | 19 | 68 | 235 | 24 | 39 | 298 | 10 | Jiří Adamec (VSC Fatra Zlín)             | 68       | 258 | 3,79 |       |

#### Ranking najlepiej punktujących zawodników w ataku
| Rk | Zawodnik                                 | M  | S  | Pkt |    | Rk                                       | Zawodnik | S   | Pkt  | Pkt/S |
| -- | ---------------------------------------- | -- | -- | --- | -- | ---------------------------------------- | -------- | --- | ---- | ----- |
| 1  | Daniel Římal (Volejbal Brno)             | 21 | 83 | 339 | 1  | Stefan Okošanović (Kladno volejbal.cz)   | 77       | 331 | 4,30 |       |
| 2  | Stefan Okošanović (Kladno volejbal.cz)   | 20 | 77 | 331 | 2  | Daniel Římal (Volejbal Brno)             | 83       | 339 | 4,08 |       |
| 3  | Michal Kriško (VK Euro Sitex Příbram)    | 21 | 82 | 307 | 3  | Matej Mihajlović (VK Lvi Praha)          | 75       | 283 | 3,77 |       |
| 4  | Matej Mihajlović (VK Lvi Praha)          | 21 | 75 | 283 | 4  | Michal Kriško (VK Euro Sitex Příbram)    | 82       | 307 | 3,74 |       |
| 5  | Martin Hladík (Aero Odolena Voda)        | 21 | 75 | 264 | 5  | Vicente Parraguirre (SKV Ústí nad Labem) | 69       | 250 | 3,62 |       |
| 6  | David Janků (VK Ostrava)                 | 21 | 82 | 257 | 6  | Martin Hladík (Aero Odolena Voda)        | 75       | 264 | 3,52 |       |
| 7  | Maciej Krysiak (Black Volley Beskydy)    | 21 | 78 | 253 | 7  | Filip Rejlek (VK ČEZ Karlovarsko)        | 68       | 235 | 3,46 |       |
| 8  | Vicente Parraguirre (SKV Ústí nad Labem) | 20 | 69 | 250 | 8  | Jiří Adamec (VSC Fatra Zlín)             | 68       | 226 | 3,32 |       |
| 9  | Martin Licek (Volejbal Brno)             | 21 | 84 | 248 | 9  | Filip Kramar (SKV Ústí nad Labem)        | 62       | 205 | 3,31 |       |
| 10 | Filip Rejlek (VK ČEZ Karlovarsko)        | 19 | 68 | 235 | 10 | Maciej Krysiak (Black Volley Beskydy)    | 78       | 253 | 3,24 |       |

#### Ranking najskuteczniej atakujących zawodników
| Ranking atakujących i przyjmujących | Ranking atakujących i przyjmujących              | Ranking atakujących i przyjmujących | Ranking atakujących i przyjmujących | Ranking atakujących i przyjmujących | Ranking atakujących i przyjmujących |    | Ranking środkowych                             | Ranking środkowych | Ranking środkowych | Ranking środkowych | Ranking środkowych | Ranking środkowych |
| Rk                                  | Zawodnik                                         | M                                   | Ataki                               | Pkt                                 | %                                   | Rk | Zawodnik                                       | M                  | Ataki              | Pkt                | %                  |                    |
| ----------------------------------- | ------------------------------------------------ | ----------------------------------- | ----------------------------------- | ----------------------------------- | ----------------------------------- | -- | ---------------------------------------------- | ------------------ | ------------------ | ------------------ | ------------------ | ------------------ |
| 1                                   | Łukasz Wiese (VK ČEZ Karlovarsko)                | 18                                  | 310                                 | 164                                 | 52,90                               | 1  | Marc Wilson (VK ČEZ Karlovarsko)               | 20                 | 146                | 92                 | 63,01              |                    |
| 2                                   | Wiktor Sysojew (VK Euro Sitex Příbram)           | 7                                   | 160                                 | 84                                  | 52,50                               | 2  | Vojtěch Patočka (VK ČEZ Karlovarsko)           | 21                 | 143                | 89                 | 62,24              |                    |
| 3                                   | Marcel Lux (VK ČEZ Karlovarsko)                  | 17                                  | 212                                 | 109                                 | 51,42                               | 3  | Aleksandr Safonow (VK Euro Sitex Příbram)      | 21                 | 174                | 105                | 60,34              |                    |
| 4                                   | Vicente Parraguirre (SKV Ústí nad Labem)         | 20                                  | 492                                 | 250                                 | 50,81                               | 4  | Šimon Krajčovič (VK Lvi Praha)                 | 21                 | 198                | 119                | 60,10              |                    |
| 5                                   | Daniel Římal (Volejbal Brno)                     | 21                                  | 671                                 | 339                                 | 50,52                               | 5  | Matej Hukel (Volejbal Brno)                    | 18                 | 102                | 61                 | 59,80              |                    |
| 6                                   | Martin Meczkarow (VK Jihostroj České Budějovice) | 16                                  | 212                                 | 105                                 | 49,53                               | 6  | Jan Pražák (Volejbal Brno)                     | 21                 | 176                | 105                | 59,66              |                    |
| 7                                   | Martin Licek (Volejbal Brno)                     | 21                                  | 501                                 | 248                                 | 49,50                               | 7  | Peter Ondrovič (VK Jihostroj České Budějovice) | 16                 | 112                | 66                 | 58,93              |                    |
| 8                                   | Matej Mihajlović (VK Lvi Praha)                  | 21                                  | 573                                 | 283                                 | 49,39                               | 8  | Mariusz Marcyniak (VK Ostrava)                 | 21                 | 195                | 114                | 58,46              |                    |
| 9                                   | Filip Rejlek (VK ČEZ Karlovarsko)                | 19                                  | 483                                 | 235                                 | 48,65                               | 9  | Jiří Král (VK Lvi Praha)                       | 20                 | 121                | 70                 | 57,85              |                    |
| 10                                  | Petr Michálek (VK Jihostroj České Budějovice)    | 20                                  | 353                                 | 171                                 | 48,44                               | 10 | Matthew August (Volejbal Brno)                 | 20                 | 150                | 84                 | 56,00              |                    |

#### Ranking najlepiej punktujących zawodników w bloku
| Rk | Zawodnik                                   | M  | S  | Pkt |    | Rk                                        | Zawodnik | S  | Pkt  | Pkt/S |
| -- | ------------------------------------------ | -- | -- | --- | -- | ----------------------------------------- | -------- | -- | ---- | ----- |
| 1  | Oliver Sedláček (VK Ostrava)               | 20 | 78 | 58  | 1  | Oliver Sedláček (VK Ostrava)              | 78       | 58 | 0,74 |       |
| 2  | Adam Zajíček (Kladno volejbal.cz)          | 20 | 80 | 55  | 2  | Šimon Krajčovič (VK Lvi Praha)            | 74       | 54 | 0,73 |       |
| 3  | Šimon Krajčovič (VK Lvi Praha)             | 21 | 74 | 54  | 3  | Adam Zajíček (Kladno volejbal.cz)         | 80       | 55 | 0,69 |       |
| 4  | Aleksandr Safonow (VK Euro Sitex Příbram)  | 21 | 85 | 51  | 4  | Warren Taylor (Aero Odolena Voda)         | 76       | 48 | 0,63 |       |
| 5  | Warren Taylor (Aero Odolena Voda)          | 21 | 76 | 48  | 5  | Vojtěch Patočka (VK ČEZ Karlovarsko)      | 73       | 46 | 0,63 |       |
| 6  | Vojtěch Patočka (VK ČEZ Karlovarsko)       | 21 | 73 | 46  | 6  | Tomáš Široký (Black Volley Beskydy)       | 54       | 34 | 0,63 |       |
| 7  | Kevin Gear (Aero Odolena Voda)             | 21 | 78 | 44  | 7  | Vladimír Sobotka (Kladno volejbal.cz)     | 56       | 35 | 0,63 |       |
| 7  | Josef Polák (VK Euro Sitex Příbram)        | 21 | 85 | 44  | 8  | Aleksandr Safonow (VK Euro Sitex Příbram) | 85       | 51 | 0,60 |       |
| 9  | Mariusz Marcyniak (VK Ostrava)             | 21 | 83 | 39  | 8  | Jakub Veselý (VK Dukla Liberec)           | 60       | 36 | 0,60 |       |
| 10 | Radek Mach (VK Jihostroj České Budějovice) | 20 | 70 | 38  | 10 | Kevin Gear (Aero Odolena Voda)            | 78       | 44 | 0,56 |       |
| 10 | Vojtěch Navláčil (VSC Fatra Zlín)          | 21 | 76 | 38  |    |                                           |          |    |      |       |

#### Ranking najlepiej punktujących zawodników w zagrywce
| Rk | Zawodnik                                  | M  | S  | Pkt |    | Rk                                     | Zawodnik | S  | Pkt  | Pkt/S |
| -- | ----------------------------------------- | -- | -- | --- | -- | -------------------------------------- | -------- | -- | ---- | ----- |
| 1  | Daniel Římal (Volejbal Brno)              | 21 | 83 | 56  | 1  | Daniel Římal (Volejbal Brno)           | 83       | 56 | 0,67 |       |
| 2  | Matej Mihajlović (VK Lvi Praha)           | 21 | 75 | 42  | 2  | Filip Rejlek (VK ČEZ Karlovarsko)      | 68       | 39 | 0,57 |       |
| 3  | Filip Rejlek (VK ČEZ Karlovarsko)         | 19 | 68 | 39  | 3  | Matej Mihajlović (VK Lvi Praha)        | 75       | 42 | 0,56 |       |
| 4  | Lukáš Vašina (VK ČEZ Karlovarsko)         | 21 | 76 | 37  | 4  | Lukáš Vašina (VK ČEZ Karlovarsko)      | 76       | 37 | 0,49 |       |
| 5  | Martin Licek (Volejbal Brno)              | 21 | 84 | 35  | 5  | Tomáš Jambor (Black Volley Beskydy)    | 31       | 14 | 0,45 |       |
| 6  | Michal Kriško (VK Euro Sitex Příbram)     | 21 | 82 | 32  | 6  | Martin Böhm (VK Euro Sitex Příbram)    | 36       | 16 | 0,44 |       |
| 6  | Stefan Okošanović (Kladno volejbal.cz)    | 20 | 77 | 32  | 7  | Lukáš Ticháček (VK ČEZ Karlovarsko)    | 71       | 31 | 0,44 |       |
| 8  | David Janků (VK Ostrava)                  | 21 | 82 | 31  | 8  | Martin Licek (Volejbal Brno)           | 84       | 35 | 0,42 |       |
| 8  | Lukáš Ticháček (VK ČEZ Karlovarsko)       | 20 | 71 | 31  | 9  | Stefan Okošanović (Kladno volejbal.cz) | 77       | 32 | 0,42 |       |
| 10 | Aleksandr Safonow (VK Euro Sitex Příbram) | 21 | 85 | 27  | 10 | Michal Kriško (VK Euro Sitex Příbram)  | 82       | 32 | 0,39 |       |

#### Ranking najlepiej przyjmujących zawodników
| Rk | Zawodnik                                       | M  | S  | Suma | Perf | %Perf |
| -- | ---------------------------------------------- | -- | -- | ---- | ---- | ----- |
| 1  | Lukáš Vašina (VK ČEZ Karlovarsko)              | 21 | 76 | 360  | 88   | 24,44 |
| 2  | Jiří Vašíček (VSC Fatra Zlín)                  | 20 | 63 | 282  | 67   | 23,76 |
| 3  | Jakub Motyčka (VSC Fatra Zlín)                 | 20 | 70 | 343  | 75   | 21,87 |
| 4  | David Janků (VK Ostrava)                       | 21 | 82 | 364  | 78   | 21,43 |
| 5  | Milan Moník (Kladno volejbal.cz)               | 21 | 82 | 459  | 98   | 21,35 |
| 6  | Václav Kopáček (VK Dukla Liberec)              | 19 | 63 | 277  | 59   | 21,30 |
| 7  | Martin Kryštof (VK Jihostroj České Budějovice) | 20 | 75 | 341  | 71   | 20,82 |
| 8  | Martin Böhm (VK Euro Sitex Příbram)            | 11 | 36 | 128  | 26   | 20,31 |
| 9  | Daniel Pfeffer (VK ČEZ Karlovarsko)            | 21 | 76 | 369  | 75   | 20,33 |
| 10 | Toms Vanags (Aero Odolena Voda)                | 15 | 55 | 237  | 48   | 20,25 |

#### Ranking najlepszych rozgrywających
| Rk | Zawodnik                                            | M  | S  | %     |
| -- | --------------------------------------------------- | -- | -- | ----- |
| 1  | Matyáš Džavoronok (VK ČEZ Karlovarsko)              | 15 | 40 | 50,91 |
| 2  | Luan Duc Truong (Volejbal Brno)                     | 20 | 79 | 48,20 |
| 3  | Miguel Ángel de Amo (VK Jihostroj České Budějovice) | 21 | 80 | 48,11 |
| 4  | Lukáš Ticháček (VK ČEZ Karlovarsko)                 | 18 | 63 | 47,35 |
| 5  | Ondřej Fortuník (Kladno volejbal.cz)                | 12 | 27 | 47,30 |
| 6  | Filip Kupilík (VK Euro Sitex Příbram)               | 13 | 53 | 46,88 |
| 7  | Scott Fifer (VK Euro Sitex Příbram)                 | 8  | 29 | 45,83 |
| 8  | Jiří Srb (VK Dukla Liberec)                         | 19 | 50 | 42,86 |
| 9  | Luboš Bartůněk (VK Lvi Praha)                       | 20 | 72 | 42,49 |
| 10 | Błażej Podleśny (VK Ostrava)                        | 21 | 83 | 41,62 |

## Transfery
| Aero Odolena Voda | Aero Odolena Voda | Aero Odolena Voda |
| Przychodzą | Odchodzą |                   |
| --- | --- | ----------------- |
| - Pavel Horák (VK Lvi Praha) - Matyáš Jachnicki (Kladno volejbal.cz) - Matyáš Janda (VŠSK MFF UK Praha) - Jiří Kraffer (VK Jihostroj České Budějovice) - Ryan Moss (USC Trojans) - Warren Taylor (National Excellence Program) | - Marek Mikula (VK Dukla Liberec) - Alexander Russell ( ) - Matthew Walsh (Indiana Hoosiers – koordynator techniczny) |                   |
| W trakcie sezonu | |                   |
| - Alexander Duncan-Thibault (bez klubu) | - Ryan Moss (bez klubu)                                                                                               |                   |

| Black Volley Beskydy | Black Volley Beskydy | Black Volley Beskydy |
| Przychodzą | Odchodzą |                      |
| --- | --- | -------------------- |
| - Luka Babić (Chênois Genève Volleyball) - Jan David (VK Ostrava) - Serhij Jewstratow (Barkom-Każany Lwów) - Dejan Jocić (Budva) - Maciej Krysiak (APP Krispol Września) - Sérgio Nogueira (Sada Cruzeiro) - Jauhienij Wojnau (Szachcior Soligorsk) | - Matěj Lex (kontynuacja kariery w siatkówce plażowej) - Norman Nedkow (Vésinet Saint-Germain) - Richard Seifert (bez klubu) |                      |
| W trakcie sezonu | |                      |
| - Enes Duštinac (Chênois Genève Volleyball) - Šimon Kozák (VK Lvi Praha) - Mihajlo Mitić (Speed Ball Chekka) - Anastasij Ostroumow (Serce Podilla Winnica)                                                                                          | - Jan David (bez klubu) - Dejan Jocić (MOK Brčko-Jedinstvo)                                                                  |                      |

| Kladno volejbal.cz | Kladno volejbal.cz | Kladno volejbal.cz |
| Przychodzą | Odchodzą |                    |
| --- | --- | ------------------ |
| - Ondřej Fortuník (VK Lvi Praha) - David Kuboš (VK Lvi Praha) - Vladimír Mikulenka (VK Euro Sitex Příbram) - Stefan Okošanović (Volejbal Brno) - Daan van Haarlem (VK ČEZ Karlovarsko) | - Siergiej Baranow (bez klubu) - Martin Blažek (TJ Slavia Hradec Králové) - Filip Habr (TSV Jona Volleyball) - Jan Hrdý ( ) - Matyáš Jachnicki (Aero Odolena Voda) - Miloslav Marel (bez klubu) - Ondřej Piskáček (VK Jihostroj České Budějovice) - Jan Sedlář (bez klubu) |                    |
| W trakcie sezonu | |                    |
| - Cristian Palacios (Vegyész RC Kazincbarcika) - Max Staples (Hypo Tirol Alpenvolleys Haching)                                                                                         | |                    |

| SKV Ústí nad Labem | SKV Ústí nad Labem | SKV Ústí nad Labem |
| Przychodzą | Odchodzą |                    |
| --- | --- | ------------------ |
| - Marek Beer (VK ČEZ Karlovarsko) - Nebojša Januzović (OK Kakanj 78) - Jan Kasan (VK Znojmo-Přímětice) - Ivo Kobolka (VSK Staré Město) - Matouš Lank (SKV Ústí nad Labem – juniorzy) - Zach Melcher (Phoenix Ascension) - Vicente Parraguirre (Rouge et Or de l'Université Laval) | - Luboš Bartůněk (VK Lvi Praha) - Vítězslav Bartůněk (VK Benátky nad Jizerou) - Dhionathan Da Silva (Étoile Sportive du Sahel) - Redjo Koci (Unirea Dej) - Richard Průcha (Volejbal Modřany) - Marc Wilson (VK ČEZ Karlovarsko) |                    |

| VK Dukla Liberec                                                    | VK Dukla Liberec | VK Dukla Liberec |
| Przychodzą                                                          | Odchodzą |                  |
| ------------------------------------------------------------------- | --- | ---------------- |
| - Marek Mikula (Aero Odolena Voda) - Aleksander Szafranowicz (PAOK) | - Andrej Grut (kontynuacja kariery w siatkówce plażowej) - Miroslav Kroužek (zawieszenie kariery) - Aleš Správka (zakończenie kariery) |                  |
| W trakcie sezonu                                                    | |                  |
| - Leandro Macías Infante (Grand Nancy VB)                           | |                  |

| VK ČEZ Karlovarsko | VK ČEZ Karlovarsko | VK ČEZ Karlovarsko |
| Przychodzą | Odchodzą |                    |
| --- | --- | ------------------ |
| - Radek Baláž (VK Příbram – juniorzy) - Marcel Lux (Indykpol AZS Olsztyn) - Lukáš Ticháček (MKS Będzin) - Marc Wilson (SKV Ústí nad Labem) | - Marek Beer (SKV Ústí nad Labem) - Ondřej Hudeček (zakończenie kariery) - Trent O’Dea (Raision Loimu) - Jalen Penrose (WWK Volleys Herrsching) - Daan van Haarlem (Kladno volejbal.cz) - Marek Zmrhal (VK Jihostroj České Budějovice) |                    |
| W trakcie sezonu | |                    |
| - Peter Mlynarčík (SK Zadruga Aich/Dob) | |                    |

| VK Euro Sitex Příbram | VK Euro Sitex Příbram | VK Euro Sitex Příbram |
| Przychodzą | Odchodzą |                       |
| --- | --- | --------------------- |
| - Scott Fifer (Volley Schönenwerd) - Michal Kriško (Helios Grizzlys Giesen) - Peetu Mäkinen (Team Lakkapää) - Tadeáš Peterka (TJ Lokomotiva České Budějovice) - Josef Polák (VK Jihostroj České Budějovice) - Aleksandr Safonow (Biełogorje Biełgorod) | - Graham Beau (Saaremaa VK) - Dmytro Dołhopołow (WK MCHP-Winnica) - Martin Kop mł. ( ) - Jarosław Lech (MUKS Ziemia Milicka Milicz) - Vladimír Mikulenka (Kladno volejbal.cz) - Stanisław Wawrzyńczyk (SCMU Craiova) |                       |
| W trakcie sezonu | |                       |
| - Filip Kupilík (bez klubu) - Wiktor Sysojew (bez klubu) | - Scott Fifer (zawieszenie kariery) - Peetu Mäkinen (KFC Gwardia Wrocław) |                       |

| VK Jihostroj České Budějovice                                                                             | VK Jihostroj České Budějovice | VK Jihostroj České Budějovice |
| Przychodzą                                                                                                | Odchodzą |                               |
| --- | --- | ----------------------------- |
| - Martin Meczkarow (AS Cannes) - Ondřej Piskáček (Kladno volejbal.cz) - Marek Zmrhal (VK ČEZ Karlovarsko) | - Jiří Kraffer (Aero Odolena Voda) - Filip Kupilík (bez klubu) - Josef Polák (VK Euro Sitex Příbram) - Max Staples (Hypo Tirol Alpenvolleys Haching) |                               |

| VK Lvi Praha | VK Lvi Praha | VK Lvi Praha |
| Przychodzą | Odchodzą |              |
| --- | --- | ------------ |
| - Luboš Bartůněk (SKV Ústí nad Labem) - Thomas Douglas-Powell (GFC Ajaccio) - Martin Kočka (TJ Sokol V Wiedeń) - Jiří Král (AS Cannes) - Matej Mihajlović (SK Zadruga Aich/Dob) - Iwan Plasećkyj (VK Prievidza) | - Matyáš Démar (Tours VB) - Ondřej Fortuník (Kladno volejbal.cz) - Pavel Horák (Aero Odolena Voda) - David Kuboš (Kladno volejbal.cz) - Gino Naarden (zakończenie kariery) - Mart van Werkhoven (WWK Volleys Herrsching) |              |
| W trakcie sezonu | |              |
| | - Šimon Kozák (Black Volley Beskydy) |              |

| VK Ostrava | VK Ostrava | VK Ostrava |
| Przychodzą | Odchodzą |            |
| --- | --- | ---------- |
| - Jakub Ihnát (VK Prievidza) - Mariusz Marcyniak (Cuprum Lubin) - Ondřej Muroň (VK Ostrava – juniorzy) - Radek Šoltys (Blue Volley Ostrava) | - Mitch Beal (TSV Jona Volleyball) - Jan David (Black Volley Beskydy) - Václav Kotas (Volejbal Ostrava) - Anton Menner (Helios Grizzlys Giesen) |            |

| Volejbal Brno                          | Volejbal Brno | Volejbal Brno |
| Przychodzą                             | Odchodzą |               |
| -------------------------------------- | --- | ------------- |
| - Matthew August (Stunners Volleyball) | - Tadeáš Handlíř (zawieszenie kariery) - Stefan Okošanović (Kladno volejbal.cz) - Luboš Pospíchal ( ) - Martín Weber (Bolívar Voley) |               |
| W trakcie sezonu                       | |               |
| - Tadeáš Handlíř (wznowienie kariery)  | |               |

| VSC Fatra Zlín    | VSC Fatra Zlín                                                                           | VSC Fatra Zlín |
| Przychodzą        | Odchodzą                                                                                 |                |
| ----------------- | ---------------------------------------------------------------------------------------- | -------------- |
| - Karim Lamri ( ) | - Peter Barták (TJ Spartak Myjava) - Miroslav Bláha ( ) - Lukáš Kittel (VSK Staré Město) |                |

## Składy drużyn
| Aero Odolena Voda                       | Aero Odolena Voda                         | Aero Odolena Voda | Aero Odolena Voda | Aero Odolena Voda |
| Nr                                      | Imię i nazwisko                           | Data ur.          | Wzrost            | Pozycja           |
| --------------------------------------- | ----------------------------------------- | ----------------- | ----------------- | ----------------- |
| 1                                       | Adam Shaker (1)                           | 04.06.2001        | 197               | przyjmujący       |
| 2                                       | Michael Hadrava                           | 10.01.1995        | 195               | libero            |
| 3                                       | Matyáš Janda                              | 09.04.1999        | 181               | libero            |
| 4                                       | Alexander Duncan-Thibault (od 18.01.2020) | 04.05.1994        | 200               | atakujący         |
| 5                                       | Martin Hladík                             | 29.09.1996        | 195               | atakujący         |
| 6                                       | Tomáš Kotrch                              | 16.06.1982        | 200               | środkowy          |
| 7                                       | Warren Taylor                             | 02.03.1995        | 200               | środkowy          |
| 8                                       | Stanislav Vachoušek                       | 11.11.1987        | 190               | przyjmujący       |
| 9                                       | Robert Viiber                             | 31.01.1997        | 205               | rozgrywający      |
| 10                                      | Kevin Gear                                | 06.12.1994        | 203               | środkowy          |
| 11                                      | Toms Vanags                               | 11.02.1988        | 190               | przyjmujący       |
| 12                                      | Matyáš Jachnicki                          | 16.05.1999        | 195               | przyjmujący       |
| 14                                      | Jakub Holčík                              | 30.08.1995        | 184               | rozgrywający      |
| 15                                      | Pavel Horák                               | 27.06.1999        | 200               | środkowy          |
| 16                                      | Jiří Kraffer                              | 06.06.1996        | 192               | przyjmujący       |
| Odeszli w trakcie sezonu                |                                           |                   |                   |                   |
| 4                                       | Ryan Moss (do 17.11.2019)                 | 04.09.1996        | 203               | atakujący         |
| Trenerzy                                |                                           |                   |                   |                   |
|                                         | Jiří Šiller                               | Trener            | Trener            | Trener            |
|                                         | Tomáš Kotrch                              | Asystent trenera  | Asystent trenera  | Asystent trenera  |
| (1) Występował także w kadrze juniorów. |                                           |                   |                   |                   |

| Black Volley Beskydy                    | Black Volley Beskydy                | Black Volley Beskydy | Black Volley Beskydy | Black Volley Beskydy |
| Nr                                      | Imię i nazwisko                     | Data ur.             | Wzrost               | Pozycja              |
| --------------------------------------- | ----------------------------------- | -------------------- | -------------------- | -------------------- |
| 1                                       | Anastasij Ostroumow (od 10.12.2019) | 06.03.1985           | 189                  | libero               |
| 2                                       | Enes Duštinac (od 05.11.2019)       | 05.02.1992           | 205                  | środkowy             |
| 3                                       | Roman Kozák                         | 21.09.1985           | 193                  | przyjmujący          |
| 4                                       | Jan Pospíšil                        | 02.04.1999           | 189                  | przyjmujący          |
| 5                                       | Tomáš Jambor                        | 22.05.1987           | 190                  | przyjmujący          |
| 6                                       | Maciej Krysiak                      | 07.01.1999           | 192                  | przyjmujący          |
| 7                                       | Luka Babić                          | 07.07.1994           | 211                  | atakujący            |
| 8                                       | Jauhienij Wojnau                    | 15.04.1988           | 200                  | środkowy             |
| 9                                       | Tomáš Mišek (1)                     | 17.09.2001           | 181                  | rozgrywający         |
| 11                                      | Marek Mečiar                        | 20.11.1996           | 194                  | przyjmujący          |
| 12                                      | Serhij Jewstratow                   | 24.08.1993           | 190                  | rozgrywający         |
| 13                                      | Tomáš Prokůpek                      | 11.10.1998           | 197                  | atakujący            |
| 15                                      | Josef Drozd                         | 28.02.2000           | 193                  | przyjmujący          |
| 16                                      | Tomáš Široký                        | 26.10.1982           | 196                  | środkowy             |
| 17                                      | Sérgio Nogueira                     | 25.08.1978           | 184                  | libero               |
| 18                                      | Mihajlo Mitić (od 05.11.2019)       | 17.09.1990           | 201                  | rozgrywający         |
| 20                                      | Šimon Kozák (od 01.01.2020)         | 28.07.1998           | 190                  | przyjmujący          |
| Odeszli w trakcie sezonu                |                                     |                      |                      |                      |
| 10                                      | Dejan Jocić (do 17.11.2019)         | 03.12.1998           | 204                  | środkowy             |
| 19                                      | Jan David (do 25.01.2020)           | 26.02.1992           | 198                  | środkowy             |
| Trenerzy                                |                                     |                      |                      |                      |
|                                         | Slobodan Prakljačić (od 30.01.2020) | Trener               | Trener               | Trener               |
|                                         | Přemysl Kubala (do 30.01.2020)      | Trener               | Trener               | Trener               |
|                                         | Alaksandr Pazniakou                 | Asystenci trenera    | Asystenci trenera    | Asystenci trenera    |
|                                         | Tomáš Jambor (od 07.12.2020)        | Asystenci trenera    | Asystenci trenera    | Asystenci trenera    |
| (1) Występował także w kadrze juniorów. |                                     |                      |                      |                      |

| Kladno volejbal.cz                       | Kladno volejbal.cz                | Kladno volejbal.cz | Kladno volejbal.cz | Kladno volejbal.cz |
| Nr                                       | Imię i nazwisko                   | Data ur.           | Wzrost             | Pozycja            |
| ---------------------------------------- | --------------------------------- | ------------------ | ------------------ | ------------------ |
| 1                                        | Max Staples (od 18.01.2020)       | 27.07.1994         | 194                | przyjmujący        |
| 2                                        | Cristian Palacios (od 18.01.2020) | 21.03.1993         | 204                | środkowy           |
| 5                                        | Adam Zajíček                      | 25.02.1993         | 201                | środkowy           |
| 6                                        | Milan Moník                       | 15.03.1988         | 190                | libero             |
| 7                                        | Miloš Vemić                       | 08.03.1987         | 202                | przyjmujący        |
| 8                                        | Vladimír Mikulenka                | 30.10.1997         | 197                | środkowy           |
| 9                                        | Tomáš Hýský                       | 02.11.1983         | 203                | przyjmujący        |
| 10                                       | Ondřej Fortuník                   | 28.11.1986         | 200                | rozgrywający       |
| 11                                       | Matěj Koloušek (1)                | 10.07.2000         | 198                | przyjmujący        |
| 12                                       | Daan van Haarlem                  | 15.03.1989         | 198                | rozgrywający       |
| 13                                       | Dominik Wallisch                  | 13.11.1998         | 200                | atakujący          |
| 14                                       | David Kuboš                       | 26.05.1992         | 194                | przyjmujący        |
| 15                                       | Vladimír Sobotka                  | 07.05.1985         | 203                | środkowy           |
| 16                                       | Josef Vostárek (1)                | 19.08.1999         | 200                | przyjmujący        |
| 18                                       | Stefan Okošanović                 | 14.08.1994         | 201                | atakujący          |
| Trenerzy                                 |                                   |                    |                    |                    |
|                                          | Milan Fortuník                    | Trener             | Trener             | Trener             |
|                                          | Petr Klár                         | Asystent trenera   | Asystent trenera   | Asystent trenera   |
| (1) Występowali także w kadrze juniorów. |                                   |                    |                    |                    |

| SKV Ústí nad Labem                      | SKV Ústí nad Labem  | SKV Ústí nad Labem | SKV Ústí nad Labem | SKV Ústí nad Labem |
| Nr                                      | Imię i nazwisko     | Data ur.           | Wzrost             | Pozycja            |
| --------------------------------------- | ------------------- | ------------------ | ------------------ | ------------------ |
| 1                                       | Filip Kramar        | 15.04.1984         | 196                | atakujący          |
| 2                                       | Matouš Lank (1)     | 29.08.2002         | 200                | przyjmujący        |
| 3                                       | Marek Beer          | 24.05.1988         | 201                | środkowy           |
| 5                                       | Vicente Parraguirre | 14.10.1994         | 194                | przyjmujący        |
| 7                                       | Martin Tibitanzl    | 30.05.1996         | 198                | środkowy           |
| 8                                       | Marek Šulava        | 16.08.1992         | 198                | atakujący          |
| 9                                       | Jan Kasan           | 11.04.1998         | 185                | rozgrywający       |
| 11                                      | Zach Melcher        | 08.11.1995         | 195                | rozgrywający       |
| 13                                      | Jiří Kořínek        | 17.06.1990         | 188                | libero             |
| 14                                      | Ivo Kobolka         | 18.04.1994         | 190                | przyjmujący        |
| 15                                      | Jan Vodvárka        | 12.07.1990         | 196                | środkowy           |
| 16                                      | Jan Šídlo           | 16.03.2000         | 192                | przyjmujący        |
| 19                                      | Nebojša Januzović   | 08.02.1988         | 199                | przyjmujący        |
| Trenerzy                                |                     |                    |                    |                    |
|                                         | Jakub Salon         | Trener             | Trener             | Trener             |
|                                         | Petr Černý          | Asystent trenera   | Asystent trenera   | Asystent trenera   |
| (1) Występował także w kadrze juniorów. |                     |                    |                    |                    |

| VK ČEZ Karlovarsko                       | VK ČEZ Karlovarsko              | VK ČEZ Karlovarsko | VK ČEZ Karlovarsko | VK ČEZ Karlovarsko |
| Nr                                       | Imię i nazwisko                 | Data ur.           | Wzrost             | Pozycja            |
| ---------------------------------------- | ------------------------------- | ------------------ | ------------------ | ------------------ |
| 1                                        | Martin Fišer (1)                | 19.03.2000         | 190                | rozgrywający       |
| 2                                        | Tomáš Petrák (1)                | 08.02.2000         | 185                | libero             |
| 3                                        | Daniel Pfeffer                  | 27.04.1990         | 184                | libero             |
| 4                                        | Matyáš Džavoronok               | 05.09.2001         | 194                | rozgrywający       |
| 5                                        | Lukáš Ticháček                  | 12.01.1982         | 193                | rozgrywający       |
| 6                                        | Tomáš Houda (1)                 | 29.01.2001         | 200                | przyjmujący        |
| 7                                        | Radek Baláž                     | 07.05.2001         | 202                | środkowy           |
| 8                                        | Vojtěch Stefanovič (1)          | 19.11.2000         | 198                | środkowy           |
| 10                                       | Marcel Lux                      | 27.07.1994         | 200                | przyjmujący        |
| 11                                       | Lukáš Vašina                    | 06.07.1999         | 192                | przyjmujący        |
| 12                                       | Marc Wilson                     | 10.12.1991         | 200                | środkowy           |
| 13                                       | Łukasz Wiese                    | 24.03.1993         | 195                | przyjmujący        |
| 14                                       | Vojtěch Patočka                 | 02.03.1993         | 201                | środkowy           |
| 15                                       | Peter Mlynarčík (od 16.01.2020) | 29.11.1991         | 200                | atakujący          |
| 18                                       | Filip Rejlek                    | 10.05.1981         | 200                | atakujący          |
| Trenerzy                                 |                                 |                    |                    |                    |
|                                          | Jiří Novák                      | Trener             | Trener             | Trener             |
|                                          | Zdeněk Sklenář                  | Asystent trenera   | Asystent trenera   | Asystent trenera   |
| (1) Występowali także w kadrze juniorów. |                                 |                    |                    |                    |

| VK Dukla Liberec                                                                | VK Dukla Liberec                       | VK Dukla Liberec | VK Dukla Liberec | VK Dukla Liberec |
| Nr                                                                              | Imię i nazwisko                        | Data ur.         | Wzrost           | Pozycja          |
| ------------------------------------------------------------------------------- | -------------------------------------- | ---------------- | ---------------- | ---------------- |
| 1                                                                               | Jan Pavlíček (1)                       | 07.03.2000       | 176              | libero           |
| 2                                                                               | Šimon Bryknar (1)                      | 12.09.2003       | 190              | rozgrywający     |
| 2                                                                               | Tomáš Hendrich (1)                     | 28.02.2001       | 194              | przyjmujący      |
| 2                                                                               | Leandro Macías Infante (od 04.02.2020) | 13.02.1990       | 192              | rozgrywający     |
| 3                                                                               | Matouš Drahoňovský (1)                 | 07.05.2001       | 195              | przyjmujący      |
| 4                                                                               | Tomáš Kunc                             | 13.02.1990       | 184              | libero           |
| 5                                                                               | Marek Mikula                           | 23.02.1988       | 196              | przyjmujący      |
| 6                                                                               | Bartosz Pietruczuk                     | 26.02.1993       | 197              | przyjmujący      |
| 7                                                                               | Jiří Srb                               | 10.06.2000       | 194              | rozgrywający     |
| 8                                                                               | Jakub Veselý                           | 02.09.1986       | 207              | środkowy         |
| 9                                                                               | Libor Leikep                           | 30.03.1988       | 198              | środkowy         |
| 10                                                                              | Václav Kopáček                         | 21.10.1982       | 182              | libero           |
| 11                                                                              | Jan Štokr                              | 16.01.1983       | 205              | atakujący        |
| 12                                                                              | Patrik Indra                           | 08.12.1997       | 200              | atakujący        |
| 13                                                                              | Aleš Holubec                           | 13.03.1984       | 200              | środkowy         |
| 14                                                                              | Petr Šulista                           | 29.04.1993       | 199              | przyjmujący      |
| 15                                                                              | Mateusz Biernat                        | 19.05.1992       | 195              | rozgrywający     |
| 16                                                                              | Lubomír Staněk (2)                     | 23.01.2002       | 198              | środkowy         |
| 17                                                                              | Aleksander Szafranowicz                | 02.04.1983       | 194              | przyjmujący      |
| Trenerzy                                                                        |                                        |                  |                  |                  |
|                                                                                 | Michal Nekola                          | Trener           | Trener           | Trener           |
|                                                                                 | Vladan Merta                           | Asystent trenera | Asystent trenera | Asystent trenera |
| (1) Występowali także w kadrze juniorów. (2) Występował także w kadrze kadetów. |                                        |                  |                  |                  |

| VK Euro Sitex Příbram                    | VK Euro Sitex Příbram          | VK Euro Sitex Příbram | VK Euro Sitex Příbram | VK Euro Sitex Příbram |
| Nr                                       | Imię i nazwisko                | Data ur.              | Wzrost                | Pozycja               |
| ---------------------------------------- | ------------------------------ | --------------------- | --------------------- | --------------------- |
| 1                                        | Jiří Mikulenka (1)             | 14.06.2001            | 191                   | atakujący             |
| 2                                        | Ivo Hulpach                    | 25.03.1998            | 198                   | atakujący             |
| 3                                        | Martin Böhm                    | 02.04.1987            | 188                   | przyjmujący           |
| 4                                        | Radek Suda                     | 20.11.1998            | 193                   | przyjmujący           |
| 5                                        | Lukáš Trojanowicz (1)          | 04.07.2000            | 200                   | środkowy              |
| 6                                        | Tomáš Dlouhý                   | 18.11.1999            |                       | przyjmujący           |
| 7                                        | Adam Rosenbaum                 | 19.10.1998            | 190                   | rozgrywający          |
| 9                                        | Daniel Rosenbaum (1)           | 23.09.2002            | 191                   | rozgrywający          |
| 11                                       | Josef Polák                    | 11.02.1999            | 201                   | środkowy              |
| 12                                       | Filip Kupilík (od 23.11.2019)  | 10.11.1994            | 190                   | rozgrywający          |
| 13                                       | Aleksandr Safonow              | 17.06.1991            | 210                   | środkowy              |
| 14                                       | Wiktor Sysojew (od 20.01.2020) | 16.09.1987            | 199                   | przyjmujący           |
| 15                                       | David Juračka                  | 27.05.1989            | 182                   | libero                |
| 16                                       | Jindřich Kuchař                | 26.03.1993            | 191                   | przyjmujący           |
| 17                                       | Tadeáš Peterka                 | 17.04.1998            |                       | libero                |
| 18                                       | Michal Kriško                  | 23.11.1988            | 200                   | atakujący             |
| Odeszli w trakcie sezonu                 |                                |                       |                       |                       |
| 8                                        | Peetu Mäkinen (do 12.01.2020)  | 19.08.1995            | 200                   | przyjmujący           |
| 19                                       | Scott Fifer (do 22.11.2019)    | 03.11.1993            | 192                   | rozgrywający          |
| Trenerzy                                 |                                |                       |                       |                       |
|                                          | Martin Kop                     | Trener                | Trener                | Trener                |
| (1) Występowali także w kadrze juniorów. |                                |                       |                       |                       |

| VK Jihostroj České Budějovice                                                                                           | VK Jihostroj České Budějovice | VK Jihostroj České Budějovice | VK Jihostroj České Budějovice | VK Jihostroj České Budějovice |
| Nr | Imię i nazwisko               | Data ur.                      | Wzrost                        | Pozycja                       |
| --- | ----------------------------- | ----------------------------- | ----------------------------- | ----------------------------- |
| 1 | Martin Meczkarow              | 23.08.1995                    | 196                           | przyjmujący                   |
| 3 | Radek Mach                    | 28.09.1984                    | 206                           | środkowy                      |
| 4 | Filip Křesťan                 | 15.12.1987                    | 202                           | atakujący                     |
| 6 | Matěj Emmer (1)               | 06.06.2000                    | 193                           | rozgrywający                  |
| 7 | Petr Michálek                 | 19.08.1989                    | 190                           | przyjmujący                   |
| 8 | Peter Ondrovič                | 28.03.1995                    | 200                           | środkowy                      |
| 9 | Ondřej Piskáček               | 23.01.1999                    | 191                           | rozgrywający                  |
| 10 | Miguel Ángel de Amo           | 16.09.1985                    | 185                           | rozgrywający                  |
| 11 | Martin Kryštof                | 11.10.1982                    | 179                           | libero                        |
| 12 | Wałerij Todua                 | 30.07.1992                    | 208                           | środkowy                      |
| 13 | Tomáš Fila                    | 12.07.1985                    | 198                           | przyjmujący                   |
| 14 | Jan Ulč (2)                   | 27.02.1983                    | 189                           | rozgrywający                  |
| 17 | Marek Šotola                  | 05.11.1999                    | 200                           | atakujący                     |
| 19 | Marek Zmrhal                  | 10.08.1993                    | 203                           | przyjmujący                   |
| Trenerzy |                               |                               |                               |                               |
| | René Dvořák                   | Trener                        | Trener                        | Trener                        |
| | Tomáš Skolka                  | Asystent trenera              | Asystent trenera              | Asystent trenera              |
| (1) Występował także w kadrze juniorów. (2) Jan Ulč tymczasowo wznowił karierę ze względu na kontuzję Ondřeja Piskáčka. |                               |                               |                               |                               |

| VK Lvi Praha                            | VK Lvi Praha                | VK Lvi Praha     | VK Lvi Praha     | VK Lvi Praha     |
| Nr                                      | Imię i nazwisko             | Data ur.         | Wzrost           | Pozycja          |
| --------------------------------------- | --------------------------- | ---------------- | ---------------- | ---------------- |
| 1                                       | Matyáš Ježek (1)            | 30.01.2000       | 178              | libero           |
| 2                                       | Jan Svoboda (1)             | 30.07.2000       | 195              | przyjmujący      |
| 3                                       | Šimon Krajčovič             | 28.06.1996       | 210              | środkowy         |
| 6                                       | Petr Špulák (1)             | 01.05.2002       | 198              | środkowy         |
| 7                                       | Marek Šulc                  | 15.02.1998       | 191              | przyjmujący      |
| 8                                       | Jiří Král                   | 08.07.1981       | 201              | środkowy         |
| 9                                       | Luboš Bartůněk              | 24.05.1990       | 190              | rozgrywający     |
| 10                                      | Iwan Plasećkyj              | 21.05.1997       | 193              | rozgrywający     |
| 11                                      | Michael Kovařík             | 19.11.1996       | 190              | libero           |
| 12                                      | Martin Kočka                | 28.05.1998       | 178              | rozgrywający     |
| 13                                      | Jiří Toman (1)              | 21.06.2000       | 195              | atakujący        |
| 14                                      | Matej Mihajlović            | 02.07.1991       | 200              | atakujący        |
| 16                                      | Thomas Douglas-Powell       | 16.09.1992       | 194              | przyjmujący      |
| Odeszli w trakcie sezonu                |                             |                  |                  |                  |
| 5                                       | Šimon Kozák (do 31.12.2019) | 28.07.1998       | 190              | przyjmujący      |
| Trenerzy                                |                             |                  |                  |                  |
|                                         | Tomáš Pomr                  | Trener           | Trener           | Trener           |
|                                         | Miroslav Malán              | Asystent trenera | Asystent trenera | Asystent trenera |
| (1) Występował także w kadrze juniorów. |                             |                  |                  |                  |

| VK Ostrava | VK Ostrava        | VK Ostrava       | VK Ostrava       | VK Ostrava         |
| Nr | Imię i nazwisko   | Data ur.         | Wzrost           | Pozycja            |
| --- | ----------------- | ---------------- | ---------------- | ------------------ |
| 1 | Jan Štefko        | 26.11.1996       | 199              | rozgrywający       |
| 2 | Mariusz Marcyniak | 05.03.1992       | 206              | środkowy           |
| 3 | Jakub Ihnát       | 22.10.1996       | 196              | przyjmujący        |
| 4 | Jakub Dvořák      | 20.02.1998       | 198              | atakujący          |
| 5 | Ondřej Muroň (1)  | 05.11.1999       | 202              | środkowy           |
| 6 | Radek Šoltys      | 29.07.1987       | 198              | atakujący          |
| 7 | Oliver Sedláček   | 27.04.1998       | 201              | środkowy           |
| 8 | Tomáš Dvořák (2)  | 11.09.1995       | 183              | rozgrywający       |
| 10 | Matouš Vancl      | 26.03.1998       | 185              | przyjmujący/libero |
| 11 | David Janků       | 16.06.1995       | 193              | przyjmujący        |
| 12 | Vojtěch Bauman    | 20.06.1998       | 195              | przyjmujący        |
| 13 | Błażej Podleśny   | 13.09.1995       | 189              | rozgrywający       |
| 18 | Damian Sobczak    | 13.12.1991       | 184              | libero             |
| Trenerzy |                   |                  |                  |                    |
| | Jan Václavík      | Trener           | Trener           | Trener             |
| | Tomáš Zedník      | Asystent trenera | Asystent trenera | Asystent trenera   |
| (1) Występował także w kadrze juniorów. (2) Tomáš Dvořák tymczasowo wznowił karierę ze względu na kontuzję Jana Štefka. |                   |                  |                  |                    |

| Volejbal Brno                           | Volejbal Brno                  | Volejbal Brno | Volejbal Brno | Volejbal Brno |
| Nr                                      | Imię i nazwisko                | Data ur.      | Wzrost        | Pozycja       |
| --------------------------------------- | ------------------------------ | ------------- | ------------- | ------------- |
| 1                                       | Michal Hrazdíra                | 21.10.1985    | 195           | przyjmujący   |
| 2                                       | Lukáš Čeketa (1)               | 21.03.2001    | 193           | przyjmujący   |
| 3                                       | Michael Vodička (1)            | 01.06.2000    | 178           | libero        |
| 3                                       | Michael Špelda (1)             | 09.04.2000    | 190           | libero        |
| 4                                       | Adam Provazník (1)             | 04.07.2000    | 196           | rozgrywający  |
| 5                                       | Luan Duc Truong                | 27.05.1995    | 176           | rozgrywający  |
| 6                                       | Martin Chevalier (1)           | 04.08.2000    | 197           | atakujący     |
| 7                                       | Vít Jakubec                    | 28.02.1996    | 201           | przyjmujący   |
| 8                                       | Matthew August                 | 21.01.1997    | 203           | środkowy      |
| 9                                       | Martin Licek                   | 05.01.1995    | 197           | przyjmujący   |
| 10                                      | Daniel Římal                   | 11.10.1996    | 189           | atakujący     |
| 11                                      | Jan Pražák                     | 12.05.1995    | 197           | środkowy      |
| 16                                      | Vojtěch Fitz (1)               | 05.05.2000    | 194           | środkowy      |
| 17                                      | Matej Hukel                    | 27.08.1988    | 207           | środkowy      |
| 18                                      | Tadeáš Handlíř (od 20.12.2019) | 21.07.1997    | 193           | przyjmujący   |
| 19                                      | Jakub Lžičař                   | 09.04.1999    | 188           | libero        |
| Trenerzy                                |                                |               |               |               |
|                                         | Marek Ondřej                   | Trener        | Trener        | Trener        |
| (1) Występował także w kadrze juniorów. |                                |               |               |               |

| VSC Fatra Zlín                          | VSC Fatra Zlín    | VSC Fatra Zlín   | VSC Fatra Zlín   | VSC Fatra Zlín   |
| Nr                                      | Imię i nazwisko   | Data ur.         | Wzrost           | Pozycja          |
| --------------------------------------- | ----------------- | ---------------- | ---------------- | ---------------- |
| 1                                       | Adam Kozák (1)    | 11.06.1999       | 194              | przyjmujący      |
| 2                                       | Radim Šulc (1)    | 29.10.1999       | 181              | rozgrywający     |
| 3                                       | Michal Čechmánek  | 31.08.1984       | 200              | środkowy         |
| 4                                       | Daniel Čech       | 06.04.1997       | 199              | przyjmujący      |
| 5                                       | Jakub Motyčka     | 26.05.1996       | 192              | przyjmujący      |
| 6                                       | Adam Viceník      | 13.08.1998       |                  | libero           |
| 7                                       | Jiří Vašíček      | 11.06.1992       | 192              | przyjmujący      |
| 8                                       | Karim Lamri       | 06.08.1997       | 190              | rozgrywający     |
| 9                                       | Jakub Varous      | 20.05.1999       | 200              | środkowy         |
| 11                                      | Vojtěch Navláčil  | 20.05.1991       | 199              | środkowy         |
| 12                                      | Jiří Adamec       | 26.05.1995       | 202              | atakujący        |
| 13                                      | Jakub Gálík (1)   | 10.01.2000       |                  | atakujący        |
| 14                                      | Václav Žák (1)    | 20.11.2002       |                  | przyjmujący      |
| Trenerzy                                |                   |                  |                  |                  |
|                                         | Přemysl Obdržálek | Trener           | Trener           | Trener           |
|                                         | Roman Macek       | Asystent trenera | Asystent trenera | Asystent trenera |
| (1) Występował także w kadrze juniorów. |                   |                  |                  |                  |